# Bernhard Dinter
Berhard Dinter (10. januar 1889 Kaindorf ved Neisse i Øvre Schlesien – 21. august 1917 Nordsøen) var marineofficer for den tyske Kaiserliche Marine under 1. verdenskrig og i april 1917 stationeret i Ahlhorn, hvorfra han fløj som 1. officer på L 45.
Den 14. juni 1917 blev han stationeret på luftskibsbasen i Tønder som kommandant for L 23, men ved verdens første angreb med et fly lettet direkte fra dækket på et hangarskib blev L 23 skudt i brand 40 km vest for Stadil Fjord og Dinter omkom sammen med hele sin besætning. Han blev 28 år.

## Stationeret i Ahlhorn som L 45's 1. officer
Oberleutnant zur See (søoberstløjtnant eller premierløjtnant) Berhard Dinter overtog 7. april 1917 som 1. officer sammen med kommandant Waldemar Kölle ledelsen af det nybyggede luftskib L 45, der stationeredes i Ahlhorn sydvest for Bremen.
Sammen må de have foretaget adskillige rekognosceringer over Nordsøen og muligvis et enkelt bombetogt mod Storbritannien.
Kölle forblev L 45's kommandant indtil han den 20. oktober 1917, efter det berømte Silent Raid over London, måtte nødlande i Sydøstfrankrig, men allerede i starten af maj 1917 afløstes Dinter af Oberleutnant Schütz på posten som 1. officer.

## Stationeret i Tønder som L 23's kommandant
Den 14. juni 1917 blev Dinter stationeret på luftskibsbasen i Tønder som kommandant for luftskib L 23,

der tidligere havde fløjet under ledelse af kommandanterne Schubert, Ganzel, Stabbert og Bockholt.
Sidstnævnte blev udpeget til at flyve forsyninger til Tysk Østafrika med Afrikaluftskibene L 57 og L 59.

### L 23's sidste rekognoscering over Nordsøen
Kommandant Dinter havde løjtnant Otto Hamann

som 1. officer ombord på L 23, da de på deres 16. tur den 21. august 1917 om morgenen rekognoscerede over Nordsøen og fulgte en nordgående britisk eskadre af 4 mindre krydsere og 15 destroyere, som tidligt samme morgen havde deltaget i en minelæggeraktion ud for Hvide Sande.

### L 23's nedskydning og brand 21. august 1917
Ved 8-tiden ud for Søndervig drejede eskadren op mod vinden og holdt kursen et par sømil, hvorefter et enkeltsædet Sopwith Pup-fly fløjet af Bernard A. Smart pludselig lettede fra det bagerste skib, den britiske krydser HMS Yarmouth, der var blevet udrustet med en platform og katapult.

Dinter forsøgte straks at undvige og søge ind mod Jyllands vestkyst, men i en højde af 2 km lykkedes det for Smart at indhente luftskibet og på meget nært hold beskyde det med brandkugler fra sit maskingevær.
Piloten Bernard Smart så et flammehav udbrede sig fra zeppelinerens agterende, så den med næsen pegende mod himlen i en vinkel på 45 grader faldt skråt nedad mod havet. Imens dalede en person mod havet i en faldskærm, formentlig topskytten, i et sidste forsøg på at redde sig selv.
Da radiosignalerne fra L 23 ophørte, sendte tyskerne et fly op fra List på øen Sild, ligesom 1. torpedobåds flotillen sendtes mod nord for at lede efter L 23, men de fandt intet. 
Først om aftenen meldtes fra en anden tysk flyver, at man herfra havde observeret vragrester fra zeppelineren 25 sømil VNV for Lyngvig, med andre ord 40 km vest for Stadil Fjord.
Fra land var dramaet blevet observeret af en voksen søn til gårdejer Niels Aarup i Mejlby ved Stadil.
I ugerne efter drev 2 lig i land på vestkysten, der kunne identificeres som besætningsmedlemmer fra L 23, men ikke nogen af officererne.

Bernard A. Smart hædredes med DSO-ordenen for nedskydningen af L 23 og fik senere isat en ekstra bjælke for sin deltagelse 19. juli 1918 i bombardementet af luftskibsbasen i Tønder.

### Mindesten i Kijów i Polen
I hjembyen Kaindorf, Landkreis Neisse i Øvre Schlesien (nu Kijów i Gmina Otmuchów ved Nysa i Województwo opolskie syd for Wrocław i det sydvestlige Polen meget tæt ved den tjekkiske grænse) blev der 1924 opstillet en mindesten for heltene fra verdenskrigen 1914-1918, hvor Dinter nævnes blandt 10 faldne fra sognet.

## Eksterne links
- Oberleutnant zur See Bernhard Dinter - zeppelin-museum.dk
- Oberleutnant z.S. Bernhard Dinter - luftschiff.de

1. ↑  Historien om en af de store zeppelinere under 1. Verdenskrig Arkiveret 7. september 2014 hos  Wayback Machine - vragmus.dk
2. ↑  Leutnant Otto Hamann - zeppelin-museum.dk
3. ↑  On this day 21 August 1917 - fleetairarmoa.org
4. ↑  Gefallene Marine-Luftschiff L 23 - archivgnoien.de.tl
5. ↑  Luftschiff L 23 - frontflieger.de
6. ↑  Kaindorf (poln. Kijów), Kreis Neisse, Reg.-Bezirk Oppeln, Oberschlesien Arkiveret 22. august 2013 hos  Wayback Machine - denkmalprojekt.org